# Простой модуль
В теории колец, простой модуль (также используется название «неприводимый модуль») над кольцом R — это модуль над R, не имеющий ненулевых собственных подмодулей. Эквивалентно, модуль является простым тогда и только тогда, когда любой циклический модуль, порожденный одним его элементом (ненулевым элементом), совпадает со всем модулем. Простые модули служат для построения модулей конечной длины, в этом смысле они похожи на простые группы.

## Примеры
- Простой Z-модуль — это абелева группа, которая не имеет подгрупп, то есть группа простого порядка Zp.
- Идеал I кольца R прост как модуль над этим кольцом тогда и только тогда, когда этот идеал минимален (не содержит других идеалов, кроме нулевого). Соответственно, факторкольцо R/I просто тогда и только тогда, когда идеал I максимален.
- Любой простой R-модуль изоморфен фактормодулю R/m, где m — некоторый максимальный идеал кольца R.[1] Действительно, простой модуль порождается ненулевым элементом x, то есть существует сюръективный гомоморфизм R → M, отправляющий r в rx. Ядро этого гомоморфизма — идеал в кольце R, остается применить теорему о гомоморфизме. Предыдущее свойство показывает, что этот идеал максимален.
- Если k — поле и G — группа, то представления этой группы — это в точности левые модули над групповым кольцом k[G]. Простые модули в данном контексте известны как неприводимые представления. Основная цель теории представлений — описание всех неприводимых представлений группы.

## Свойства
Каждый простой модуль является неразложимым, обратное в общем случае неверно. Также простой модуль является циклическим.
Пусть M и N — модули над одним и тем же кольцом и f : M → N — гомоморфизм модулей. Если M прост, то f либо является нулевым, либо инъективен. Действительно, ядро гомоморфизма должно быть подмодулем. Если же и N прост, то f либо нулевой, либо является изоморфизмом. Следовательно, кольцо эндоморфизмов простого модуля является телом. Этот результат известен как лемма Шура.

## Теорема плотности Джекобсона
Важное достижение теории простых модулей — теорема Джекобсона о плотности (1945). Она утверждает, что
Пусть U — простой R-модуль, обзначим D = EndR(U). Пусть A — произвольный D-линейный оператор на U и X — конечное D-линейно независимое подмножество U. Тогда существует элемент r кольца R, такой что x·A = x·r для всех x в X.
Другими словами, всякое ненулевое простое кольцо, обладающее минимальными правыми идеалами, изоморфно плотному кольцу линейных преобразований конечного ранга некоторого векторного пространства над некоторым телом.
В частности, любое примитивное кольцо можно рассматривать как кольцо D-линейных операторов на некотором пространстве.
Из теоремы плостности следует теорема Веддербёрна о том, что правое артиново простое кольцо изоморфно кольцу матриц n на n над телом. Также она является следствием теоремы Артина — Веддербёрна о том, что полупростые кольца изоморфны произведению колец матриц.